# Área de conservación de Krishnasar

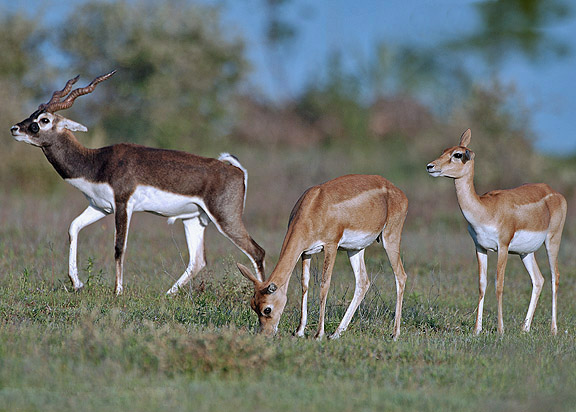
Antílope indio

El área de conservación de Krishnasar se encuentra en las tierras bajas occidentales de Nepal, en el municipio de Gulariya, en el distrito de Bardiya, en la región de Terai. Se creó para proteger el antílope indio, que se consideraba extinto en el Parque Nacional de Bardiya y en todo Nepal. El área se creó en 2009, la reserva del antílope ocupa 5,27 km² y el área afectada es de 16,95 km².

## Características
El área de conservación está formada en su mayor parte por tierras cultivadas, con un diez por ciento de herbazales y una pequeña parte de bosque. Hay dos tipos de bosque, natural y plantado. El natural está dominado por Bombax ceiba-Acacia catechu, y el plantado está compuesto de sisu. En la zona hay unas 109 plantas registradas, 14 especies de mamíferos, 12 especies de reptiles y 64 especies de aves.
El clima es monzónico, con lluvias entre octubre y abril. Entre abril y junio, la temperatura puede alcanzar los 45 oC.

## El antílope indio
El antílope indio (Antilope cervicarpa), conocido localmente como Khrisnasar (en hindi) es un animal sagrado en Nepal. Es un antílope de tamaño moderado, de 74 a 84 cm de altura en los hombros, unos 120 cm en la cabeza, y unos 38 kilos de peso de media en los machos y 27 kilos en las hembras. En los textos en sánscrito es denominado krushna mrug (ciervo negro). También es considerado vehículo de Vayu, el dios del viento y de Chandra, el dios de la luna.